# Kardzhali (província)
Kardzhali, Kurdzhali ou Kărdžali (búlgaro: Кърджали) é um província da Bulgária. Sua capital é a cidade de Kardzhali.

## Municípios
| Nome         | Área km² | População (censo 1/2/2011) |
| ------------ | -------- | -------------------------- |
| Ardino       | 339      | 11 308                     |
| Chernoochene |          | 9 482                      |
| Džebel       | 229      | 7 995                      |
| Kardzhali    | 575      | 65 897                     |
| Kirkovo      | 538      | 21 511                     |
| Krumovgrad   | 843      | 17 551                     |
| Momčilgrad   | 358      | 15 917                     |